# UEFA Europa League 2020-2021
UEFA Europa League 2020–2021 a fost cel de-al 50-lea sezon a celei de-a doua competiții fotbalistice inter-cluburi ca valoare din Europa, și a 12-a ediție de la redenumirea ei din Cupa UEFA în UEFA Europa League.
Echipa spaniolă, Villarreal CF, a învins formația engleză, Manchester United, în finala disputată pe Stadionul Miejski din Gdańsk, Polonia, cu 11–10 la penalty-uri în urma unei remize, 1-1, după prelungiri, câștigând astfel competiția pentru prima dată în istoria clubului. Stadionul a fost numit inițial să găzduiască finala UEFA Europa League 2020, dar a fost mutat din cauza pandemiei de COVID-19 în Europa din 2020. Câștigând competiția, Villarreal s-a calificat automat în faza grupelor Ligii Campionilor 2021-2022 și va avea, de asemenea, dreptul de a juca împotriva câștigătorilor Ligii Campionilor 2020-2021 pentru Supercupa Europei 2021.

## Preliminarii
Tragerea la sorți a avut loc pe 9 august 2020, ora 14:00 EEST. Meciurile s-au jucat pe 18, 20 și 21 august 2020. Meciul dintre Lincoln Red Imps și Priștina a fost anulat din cauza faptului că jucătorii formației din Kosovo au fost puși în carantină după ce opt jucători au avut rezultate pozitive pentru COVID-19, iar Lincoln Red Imps a primit o victorie 3-0 la masa verde.
Câștigătoarele se vor califica în Turul I.
| Echipa 1            | Scor                | Echipa 2         |
| ------------------- | ------------------- | ---------------- |
| UE Engordany        | 1 – 3               | FK Zeta          |
| St Joseph's FC      | 1 – 2               | B36 Tórshavn     |
| NSÍ Runavík         | 5 – 1               | Barry Town AFC   |
| FC Santa Coloma     | 0 – 0 (3 – 4 d.l.d) | FK Iskra         |
| Glentoran FC        | 1 – 0               | Havnar Bóltfelag |
| Coleraine FC        | 1 – 0               | SP La Fiorita    |
| SP Tre Penne        | 1 – 3               | KF Gjilani       |
| Lincoln Red Imps FC | 3 – 0               | FK Priștina      |

## Calificări

### Turul I
Tragerea la sorți pentru primul tur de calificare a avut loc pe 10 august 2020, ora 14:00 EEST. Cele mai multe meciuri s-au jucat pe 25, 26 și 27 august 2020, însă două meciuri au fost amânate pentru 9 și 10 septembrie 2020.
| Echipa 1               | Scor                   | Echipa 2                     |
| ---------------------- | ---------------------- | ---------------------------- |
| FK Riteriai            | 3 – 2 (d.p.)           | Derry City                   |
| FC Progrès Niederkorn  | 3 – 0                  | FK Zeta                      |
| FC Kairat              | 4 – 1                  | FC Noah                      |
| FC Ordabasî            | 1 – 2                  | Botoșani                     |
| Ventspils              | 2 – 1                  | Dinamo-Auto                  |
| FK Borac Banja Luka    | 1 – 0                  | FK Sutjeska                  |
| KS Teuta Durrës        | 2 – 0                  | Beitar Ierusalim             |
| Dinamo Minsk           | 0 – 2                  | Piast Gliwice                |
| Lincoln Red Imps FC    | 2 – 0                  | FC Union Titus Pétange       |
| Sumgayit FK            | 0 – 2                  | Shkëndija                    |
| Alașkert FC            | 0 – 1                  | Renova                       |
| Apollon                | 5 – 1                  | FC Saburtalo                 |
| Bodø/Glimt             | 6 – 1                  | FK Kauno Žalgiris            |
| Neftçi Baku            | 2 – 1                  | FC Shkupi 1927               |
| MOL Fehérvár           | 1 – 1 (4 – 2 d.l.d.)   | Bohemians                    |
| O.Ljubljana            | 2 – 1 (d.p.)           | Víkingur                     |
| KF Gjilani             | 0 – 2 (d.p.)           | APOEL                        |
| Malmö                  | 2 – 0                  | Cracovia                     |
| FC Locomotivi Tbilisi  | 2 – 1                  | CSU Craiova                  |
| Hammarby               | 3 – 0                  | Puskás Akadémia FC           |
| PFK ȚSKA Sofia         | 2 – 1                  | FC Sirens                    |
| Keșla FK               | 0 – 0 (4 – 5 d.l.d.)   | KF Laçi                      |
| FC Vaduz               | 0 – 2                  | Hibernians FC                |
| AGF Aarhus             | 5 – 2                  | FC Honka Espoo               |
| Rosenborg BK           | 4 – 2                  | Breidablik                   |
| FK Žalgiris Vilnius    | 2 – 0                  | Paide Linnameeskond          |
| FH Hafnarfjördur       | 0 – 2                  | FC DAC 1904 Dunajská Streda  |
| The New Saints FC      | 3 – 1 (d.p.)           | MŠK Žilina                   |
| FC Shakhtyor Soligorsk | 0 – 0 (1 – 4 d.l.d.)   | FC Sfântul Gheorghe Suruceni |
| Hapoel Beer-Sheva FC   | 3 – 0                  | FC Dinamo Batumi             |
| FK Iskra               | 0 – 1                  | PFC Lokomotiv Plovdiv 1926   |
| Petrocub Hîncești      | 0 – 2                  | Backa Topola                 |
| FK Kukësi              | 2 – 1                  | PFC Slavia Sofia             |
| Valletta FC            | 0 – 1                  | Bala Town FC                 |
| HŠK Zrinjski           | 3 – 0                  | FC Differdange 03            |
| B36 Tórshavn           | 4 – 3 (d.p.)           | FC Levadia Tallinn           |
| Servette FC            | 3 – 0                  | MFK Ružomberok               |
| FCSB                   | 3 – 0                  | FC Shirak                    |
| Motherwell FC          | 5 – 1                  | Glentoran FC                 |
| Aberdeen FC            | 6 – 0                  | NSÍ Runavík                  |
| NK Maribor             | 1 – 1 (4 – 5 d.l.d.)   | Coleraine FC                 |
| KKS Lech Poznań        | 3 – 0                  | FK Valmiera                  |
| FK Partizan            | 1 – 0                  | RFS                          |
| Shamrock Rovers FC     | 2 – 2 (12 – 11 d.l.d.) | Ilves Tampere                |
| Budapesta Honvéd FC    | 2 – 1 (d.p.)           | FC Inter Turku               |
| Maccabi Haifa FC       | 3 – 1                  | FK Željezničar               |
| Nõmme Kalju FC         | 0 – 4                  | NS Mura                      |

### Turul II
Tragerea la sorți pentru al doilea tur de calificare a avut loc pe 31 august 2020, ora 14:00 EEST. Meciurile s-au jucat pe 16, 17 și 18 septembrie 2020.
Un total de 92 de echipe au jucat în a doua rundă de calificare. Ele au fost împărțite în două rute:
- Ruta Campionilor (20 de echipe): 3 învinși din preliminariile Ligii Campionilor și 17 învinși din primul tur de calificare al Ligii Campionilor.
- Ruta Principală (72 de echipe): 25 de echipe care au intrat în această rundă și 47 de câștigători ai primului tur de calificare.

| Echipa 1                | Scor                 | Echipa 2               |
| ----------------------- | -------------------- | ---------------------- |
| Inter Club d'Escaldes   | 0 – 1                | Dundalk FC             |
| KuPS Kuopio             | 1 – 1 (4 – 3 d.l.d.) | ŠK Slovan Bratislava   |
| Linfield FC             | 0 – 1                | Floriana FC            |
| Riga FC                 | 1 – 0                | SP Tre Fiori           |
| Djurgårdens IF          | 2 – 1                | Europa FC              |
| FC Flora Tallinn        | 2 – 1                | KR Reykjavík           |
| FK Sileks               | 0 – 2                | KF Drita               |
| FC Astana               | 0 – 1                | FK Budućnost Podgorița |
| FC Ararat               | 4 – 3 (d.p.)         | CS Fola Esch           |
| Connah's Quay Nomads FC | 0 – 1                | FC Dinamo Tbilisi      |

| Echipa 1                     | Scor                 | Echipa 2               |
| ---------------------------- | -------------------- | ---------------------- |
| FC Progrès Niederkorn        | 0 – 5                | Willem II              |
| Hammarby Fotboll             | 0 – 3                | KKS Lech Poznań        |
| B36 Tórshavn                 | 2 – 2 (5 – 4 d.l.d.) | The New Saints FC      |
| FC Kaysar Kyzylorda          | 1 – 4                | APOEL FC               |
| FK Ventspils                 | 1 – 5                | Rosenborg BK           |
| KF Renova                    | 0 – 1                | HNK Hajduk Split       |
| KF Teuta                     | 0 – 4                | Granada CF             |
| Lincoln Red Imps FC          | 0 – 5                | Rangers FC             |
| FC Botoșani                  | 0 – 1                | KF Shkëndija           |
| FK Bodø/Glimt                | 3 – 1                | FK Kauno Žalgiris      |
| FK Riteriai                  | 1 – 5                | FC Slovan Liberec      |
| PFC Lokomotiv Plovdiv 1926   | 1 – 2                | Tottenham Hotspur      |
| IFK Göteborg                 | 1 – 2                | F.C. Copenhaga         |
| Neftçi PFK                   | 1 – 3                | Galatasaray AȘ         |
| NK Olimpija Ljubljana        | 2 – 3 (d.p.)         | HŠK Zrinjski           |
| Hibernians FC                | 0 – 1                | Fehérvár FC            |
| KF Laçi                      | 1 – 2                | Hapoel Beer-Sheva FC   |
| PFK ȚSKA Sofia               | 0 – 5                | FC BATE Borisov        |
| FC Sfântul Gheorghe Suruceni | 0 – 1 (d.p.)         | FK Partizan            |
| OFI Creta FC                 | 0 – 1                | Apollon Limassol FC    |
| FC Locomotive Tbilisi        | 2 – 1                | FC Dinamo Moscova      |
| Maccabi Haifa FC             | 2 – 1                | FC Kairat Almatî       |
| Shamrock Rovers FC           | 0 – 2                | AC Milan               |
| GKS Piast Gliwice            | 3 – 2                | TSV Sparkasse Hartberg |
| FK Kukësi                    | 0 – 4                | VfL Wolfsburg          |
| FK Borac Banja Luka          | 0 – 2                | Rio Ave FC             |
| Aris Thessaloniki FC         | 1 – 2                | Kolos Kovalivka        |
| R. Standard de Liège         | 2 – 0                | Bala Town FC           |
| NS Mura                      | 3 – 0                | AGF Aarhus             |
| Víkingur                     | 0 – 2                | Aberdeen FC            |
| Coleraine FC                 | 2 – 2 (0 – 3 d.l.d.) | Motherwell FC          |
| NK Osijek                    | 1 – 2                | FC Basel 1893          |
| FC DAC 1904 Dunajská Streda  | 5 – 3 (d.p.)         | FK Jablonec            |
| Servette FC                  | 0 – 1                | Stade de Reims         |
| Backa Topola                 | 6 – 6 (4 – 5 d.l.d.) | FCSB                   |
| Budapesta Honvéd FC          | 0 – 2                | Malmö FF               |

### Turul III
Tragerea la sorți pentru al treilea tur de calificare a avut loc pe 1 septembrie 2020, ora 14:00 EEST. Meciurile s-au jucat pe 23 și 24 septembrie 2020.
Un total de 70 de echipe au jucat în a treia rundă de calificare. Ele au fost împărțite în două rute:
- Ruta Campionilor (18 echipe): 8 din cei învinși din turul al doilea de calificare Ligii Campionilor și 10 câștigători ai celui de-al doilea tur de calificare.
- Ruta Principală (52 de echipe): 13 echipe care au intrat în această rundă, 3 învinși din turul al doilea de calificare Ligii Campionilor (Ruta Non-campionilor) și 36 de câștigători ai celui de-al doilea tur de calificare.

| Echipa 1            | Scor                 | Echipa 2               |
| ------------------- | -------------------- | ---------------------- |
| FC Ararat           | 1 – 0 (d.p.)         | NK Celje               |
| KuPS Kuopio         | 2 – 0                | FK Sūduva              |
| Floriana FC         | 0 – 0 (2 – 4 d.l.d.) | FC Flora Tallinn       |
| Djurgårdens IF      | 0 – 1                | CFR 1907 Cluj          |
| Riga FC             | 0 – 1                | Celtic FC              |
| KÍ Klaksvík         | 6 – 1                | FC Dinamo Tbilisi      |
| FC Sheriff Tiraspol | 1 – 1 (3 – 5 d.l.d.) | Dundalk FC             |
| FK Sarajevo         | 2 – 1                | FK Budućnost Podgorița |
| Legia Varșovia      | 2 – 0                | KF Drita               |

| Echipa 1                   | Scor                 | Echipa 2                    |
| -------------------------- | -------------------- | --------------------------- |
| Apollon Limassol FC        | 0 – 5                | KKS Lech Poznań             |
| FC Viktoria Plzeň          | 3 – 0                | SønderjyskE                 |
| Fehérvár FC                | 0 – 0 (4 – 1 d.l.d.) | Stade de Reims              |
| FC Rostov                  | 1 – 2                | Maccabi Haifa FC            |
| PFK ȚSKA Sofia             | 3 – 1                | B36 Tórshavn                |
| Beșiktaș JK                | 1 – 1 (2 – 4 d.l.d.) | Rio Ave FC                  |
| Rosenborg BK               | 1 – 0                | Alanyaspor                  |
| R. Charleroi SC            | 2 – 1 (d.p.)         | FK Partizan                 |
| Malmö FF                   | 5 – 0                | NK Lokomotiva Zagreb        |
| NS Mura                    | 1 – 5                | PSV Eindhoven               |
| Hapoel Beer-Sheva FC       | 3 – 0                | Motherwell FC               |
| FCSB                       | 0 – 2                | FC Slovan Liberec           |
| APOEL FC                   | 2 – 2 (4 – 2 d.l.d.) | HŠK Zrinjski                |
| Galatasaray AȘ             | 2 – 0                | HNK Hajduk Split            |
| F.C. Copenhaga             | 3 – 0                | GKS Piast Gliwice           |
| R. Standard de Liège       | 2 – 1 (d.p.)         | FK Vojvodina                |
| KF Shkëndija               | 1 – 3                | Tottenham Hotspur           |
| Granada CF                 | 2 – 0                | FC Locomotive Tbilisi       |
| VfL Wolfsburg              | 2 – 0                | FC Desna Chernihiv          |
| FC Basel 1893              | 3 – 2                | Anorthosis Famagusta FC     |
| AC Milan                   | 3 – 2                | FK Bodø/Glimt               |
| LASK                       | 7 – 0                | FC DAC 1904 Dunajská Streda |
| FC St. Gallen              | 0 – 1                | AEK Atena FC                |
| HNK Rijeka                 | 2 – 0 (d.p.)         | Kolos Kovalivka             |
| Willem II                  | 0 – 4                | Rangers FC                  |
| Sporting Clube de Portugal | 1 – 0                | Aberdeen FC                 |

### Play-off
Tragerea la sorți pentru play-off a avut loc pe 18 septembrie 2020, ora 14:00 EEST. Meciurile s-au jucat pe 1 octombrie 2020.
Un total de 42 de echipe au jucat în play-off. Ele au fost împărțite în două rute:
- Ruta Campionilor (16 echipe): 2 din cei 10 învinși din turul al doilea de calificare Ligii Campionilor, 5 învinși din turul al treilea de calificare Ligii Campionilor și 9 câștigători ai celui de-al doilea tur de calificare.
- Ruta Principală (26 de echipe): 26 de câștigători ai celui de-al treilea tur de calificare.

| Echipa 1          | Scor  | Echipa 2                |
| ----------------- | ----- | ----------------------- |
| FC Ararat         | 1 – 2 | FK Steaua Roșie Belgrad |
| CFR 1907 Cluj     | 3 – 1 | KuPS Kuopio             |
| GNK Dinamo Zagreb | 3 – 1 | FC Flora Tallinn        |
| Legia Varșovia    | 0 – 3 | Qarabağ FK              |
| FK Sarajevo       | 0 – 1 | Celtic FC               |
| FC Dinamo Brest   | 0 – 2 | PFC Ludogoreț 1945      |
| Dundalk FC        | 3 – 1 | KÍ Klaksvík             |
| BSC Young Boys    | 3 – 0 | KF Tirana               |

| Echipa 1                   | Scor                 | Echipa 2          |
| -------------------------- | -------------------- | ----------------- |
| FC Slovan Liberec          | 1 – 0                | APOEL FC          |
| Malmö FF                   | 1 – 3                | Granada CF        |
| R. Charleroi SC            | 1 – 2                | KKS Lech Poznań   |
| Rosenborg BK               | 0 – 2                | PSV Eindhoven     |
| Hapoel Beer-Sheva FC       | 1 – 0                | FC Viktoria Plzeň |
| R. Standard de Liège       | 3 – 1                | Fehérvár FC       |
| F.C. Copenhaga             | 0 – 1                | HNK Rijeka        |
| FC Basel 1893              | 1 – 3                | PFK ȚSKA Sofia    |
| Rangers FC                 | 2 – 1                | Galatasaray AȘ    |
| AEK Atena FC               | 2 – 1                | VfL Wolfsburg     |
| Tottenham Hotspur          | 7 – 2                | Maccabi Haifa FC  |
| Sporting Clube de Portugal | 1 – 4                | LASK              |
| Rio Ave FC                 | 2 – 2 (8 – 9 d.l.d.) | AC Milan          |

## Faza grupelor

### Tragerea la sorți
Tragerea la sorți a grupelor a avut loc în data de 2 octombrie, orele 14:00 EEST la Casa Fotbalului European din Nyon, Elveția. Cele 48 de echipe calificate au fost împărțite în 12 grupe de câte 4 echipe.
| Urna 1: - Arsenal FC CC: 91.000 - Tottenham Hotspur CC: 85.000 - AS Roma CC: 80.000 - SSC Napoli CC: 77.000 - SL Benfica CC: 70.000 - Bayer 04 Leverkusen CC: 61.000 - Villarreal CF CC: 56.000 - PFC ȚSKA Moscova CC: 44.000 - SC Braga CC: 41.000 - KAA Gent CC: 39.500 - PSV Eindhoven CC: 37.000 - Celtic FC CC: 34.000 | Urna 2: - GNK Dinamo Zagreb CC: 33.500 - AC Sparta Praga CC: 30.500 - SK Slavia Praga CC: 27.500 - PFC Ludogoreț 1945 CC: 26.000 - BSC Young Boys CC: 25.500 - FK Steaua Roșie Belgrad CC: 22.750 - SK Rapid Viena CC: 22.000 - Leicester City FC CC: 22.000 - Qarabağ FK CC: 21.000 - PAOK FC CC: 21.000 - R. Standard de Liège CC: 20.500 - Real Sociedad de Fútbol CC: 20.456 | Urna 3: - Granada CF CC: 20.456 - AC Milan CC: 19.000 - AZ Alkmaar CC: 18.500 - Feyenoord CC: 17.000 - AEK Atena FC CC: 16.500 - Maccabi Tel Aviv FC CC: 16.700 - Rangers FC CC: 16.250 - Molde FK CC: 15.000 - TSG 1899 Hoffenheim CC: 14.956 - LASK CC: 14.000 - Hapoel Beer-Sheva FC CC: 14.000 - CFR 1907 Cluj CC: 12.500 | Urna 4: - FC Zarea Luhansk CC: 12.500 - LOSC Lille CC: 11.849 - OGC Nice CC: 11.849 - HNK Rijeka CC: 11.000 - Dundalk FC CC: 8.500 - FC Slovan Liberec CC: 8.000 - Royal Antwerp CC: 7.580 - KKS Lech Poznań CC: 7.000 - Sivasspor CC: 6.720 - Wolfsberger AC CC: 6.585 - AC Omonia CC: 5.350 - PFK ȚSKA Sofia CC: 3.475 |

| WolfsbergRapidLASKQarabağLudogorețȚSKA SofiaDinamoRijekaLiberecPragaOmoniaLilleNiceLondraLeicesterLeverkusenHoffenheimAEKPAOKM. Tel AvivH. Be'er ShevaMilanNapoliRomaFeyenoordAZPSVMoldeLechBenficaBragaDundalkCFRȚSKA MoscovaGlasgowSteaua RoșieGranadaSociedadVillarrealYoung BoysSivassporZareaEchipele din Glasgow · Celtic · RangersEchipele Londoneze · Arsenal · Tottenham HotspurEchipele din Praga · Slavia Praga · Sparta Praga Locațiile echipelor din faza grupelor UEFA Europa League 2020-21. · Maro: Grupa A; Verde: Grupa B; Roz închis: Grupa C; Galben: Grupa D; Roșu: Grupa E; Cyan: Grupa F; · Albastru: Grupa G; Violet: Grupa H; Roz: Grupa I; Turcoaz: Grupa J; Verde deschis: Grupa K; Portocaliu: Grupa L. | AntwerpGentStandard Locațiile echipelor din Belgia. · Galben: Grupa D; Cyan: Grupa F; Portocaliu: Grupa L. |

### Grupa A
| Loc                                                 | Echipă     | Pct. | MJ | V | E | Î | GM | GP | DG |  | ROM | YB  | CFR | ȚSKA |
| --------------------------------------------------- | ---------- | ---- | -- | - | - | - | -- | -- | -- |  | --- | --- | --- | ---- |
| 1.                                                  | Roma       | 13   | 6  | 4 | 1 | 1 | 13 | 5  | +8 |  | —   | 3–1 | 5–0 | 0–0  |
| 2.                                                  | Young Boys | 10   | 6  | 3 | 1 | 2 | 9  | 7  | +2 |  | 1–2 | —   | 2–1 | 3–0  |
| 3.                                                  | CFR Cluj   | 5    | 6  | 1 | 2 | 3 | 4  | 10 | −6 |  | 0–2 | 1–1 | —   | 0–0  |
| 4.                                                  | ȚSKA Sofia | 5    | 6  | 1 | 2 | 3 | 3  | 7  | −4 |  | 3–1 | 0–1 | 0–2 | —    |
| Legendă: Locurile 1, 2: Calificare în șaisprezecimi |            |      |    |   |   |   |    |    |    |  |     |     |     |      |

### Grupa B
| Loc                                                 | Echipă      | Pct. | MJ | V | E | Î | GM | GP | DG  |  | ARS | MOL | RAP | DUN |
| --------------------------------------------------- | ----------- | ---- | -- | - | - | - | -- | -- | --- |  | --- | --- | --- | --- |
| 1.                                                  | Arsenal     | 18   | 6  | 6 | 0 | 0 | 20 | 5  | +15 |  | —   | 4–1 | 4–1 | 3–0 |
| 2.                                                  | Molde       | 10   | 6  | 3 | 1 | 2 | 9  | 11 | −2  |  | 0–3 | —   | 1–0 | 3–1 |
| 3.                                                  | Rapid Viena | 7    | 6  | 2 | 1 | 3 | 11 | 13 | −2  |  | 1–2 | 2–2 | —   | 4–3 |
| 4.                                                  | Dundalk     | 0    | 6  | 0 | 0 | 6 | 8  | 19 | −11 |  | 2–4 | 1–2 | 1–3 | —   |
| Legendă: Locurile 1, 2: Calificare în șaisprezecimi |             |      |    |   |   |   |    |    |     |  |     |     |     |     |

### Grupa C
| Loc                                                 | Echipă             | Pct. | MJ | V | E | Î | GM | GP | DG  |  | LEV | SLP | HBS | NIC |
| --------------------------------------------------- | ------------------ | ---- | -- | - | - | - | -- | -- | --- |  | --- | --- | --- | --- |
| 1.                                                  | Leverkusen         | 15   | 6  | 5 | 0 | 1 | 21 | 8  | +13 |  | —   | 4–0 | 4–1 | 6–2 |
| 2.                                                  | Slavia Praga       | 12   | 6  | 4 | 0 | 2 | 11 | 10 | +1  |  | 1–0 | —   | 3–0 | 3–2 |
| 3.                                                  | Hapoel Be'er Sheva | 6    | 6  | 2 | 0 | 4 | 7  | 13 | −6  |  | 2–4 | 3–1 | —   | 1–0 |
| 4.                                                  | Nice               | 3    | 6  | 1 | 0 | 5 | 8  | 16 | −8  |  | 2–3 | 1–3 | 1–0 | —   |
| Legendă: Locurile 1, 2: Calificare în șaisprezecimi |                    |      |    |   |   |   |    |    |     |  |     |     |     |     |

### Grupa D
| Loc                                                 | Echipă         | Pct. | MJ | V | E | Î | GM | GP | DG |  | RAN | BEN | STL | POZ |
| --------------------------------------------------- | -------------- | ---- | -- | - | - | - | -- | -- | -- |  | --- | --- | --- | --- |
| 1.                                                  | Rangers        | 14   | 6  | 4 | 2 | 0 | 13 | 7  | +6 |  | —   | 2–2 | 3–2 | 1–0 |
| 2.                                                  | Benfica        | 12   | 6  | 3 | 3 | 0 | 18 | 9  | +9 |  | 3–3 | —   | 3–0 | 4–0 |
| 3.                                                  | Standard Liège | 4    | 6  | 1 | 1 | 4 | 7  | 14 | −7 |  | 0–2 | 2–2 | —   | 2–1 |
| 4.                                                  | Lech Poznań    | 3    | 6  | 1 | 0 | 5 | 6  | 14 | −8 |  | 0–2 | 2–4 | 3–1 | —   |
| Legendă: Locurile 1, 2: Calificare în șaisprezecimi |                |      |    |   |   |   |    |    |    |  |     |     |     |     |

### Grupa E
| Loc                                                 | Echipă  | Pct. | MJ | V | E | Î | GM | GP | DG |  | PSV | GRA | PAOK | OMO |
| --------------------------------------------------- | ------- | ---- | -- | - | - | - | -- | -- | -- |  | --- | --- | ---- | --- |
| 1.                                                  | PSV     | 12   | 6  | 4 | 0 | 2 | 12 | 9  | +3 |  | —   | 1–2 | 3–2  | 4–0 |
| 2.                                                  | Granada | 11   | 6  | 3 | 2 | 1 | 6  | 3  | +3 |  | 0–1 | —   | 0–0  | 2–1 |
| 3.                                                  | PAOK    | 6    | 6  | 1 | 3 | 2 | 8  | 7  | +1 |  | 4–1 | 0–0 | —    | 1–1 |
| 4.                                                  | Omonia  | 4    | 6  | 1 | 1 | 4 | 5  | 12 | −7 |  | 1–2 | 0–2 | 2–1  | —   |
| Legendă: Locurile 1, 2: Calificare în șaisprezecimi |         |      |    |   |   |   |    |    |    |  |     |     |      |     |

### Grupa F
| Loc                                                 | Echipă        | Pct. | MJ | V | E | Î | GM | GP | DG |  | NAP | RS  | AZ  | RJK |
| --------------------------------------------------- | ------------- | ---- | -- | - | - | - | -- | -- | -- |  | --- | --- | --- | --- |
| 1.                                                  | Napoli        | 11   | 6  | 3 | 2 | 1 | 7  | 4  | +3 |  | —   | 1–1 | 0–1 | 2–0 |
| 2.                                                  | Real Sociedad | 9    | 6  | 2 | 3 | 1 | 5  | 4  | +1 |  | 0–1 | —   | 1–0 | 2–2 |
| 3.                                                  | AZ Alkmaar    | 8    | 6  | 2 | 2 | 2 | 7  | 5  | +2 |  | 1–1 | 0–0 | —   | 4–1 |
| 4.                                                  | HNK Rijeka    | 4    | 6  | 1 | 1 | 4 | 6  | 12 | −6 |  | 1–2 | 0–1 | 2–1 | —   |
| Legendă: Locurile 1, 2: Calificare în șaisprezecimi |               |      |    |   |   |   |    |    |    |  |     |     |     |     |

### Grupa G
| Loc                                                 | Echipă    | Pct. | MJ | V | E | Î | GM | GP | DG |  | LEI | BRA | ZAR | AEK |
| --------------------------------------------------- | --------- | ---- | -- | - | - | - | -- | -- | -- |  | --- | --- | --- | --- |
| 1.                                                  | Leicester | 13   | 6  | 4 | 1 | 1 | 14 | 5  | +9 |  | —   | 4–0 | 3–0 | 2–0 |
| 2.                                                  | Braga     | 13   | 6  | 4 | 1 | 1 | 14 | 10 | +4 |  | 3–3 | —   | 2–0 | 3–0 |
| 3.                                                  | Zarea     | 6    | 6  | 2 | 0 | 4 | 6  | 11 | −5 |  | 1–0 | 1–2 | —   | 1–4 |
| 4.                                                  | AEK Atena | 3    | 6  | 1 | 0 | 5 | 7  | 15 | −8 |  | 1–2 | 2–4 | 0–3 | —   |
| Legendă: Locurile 1, 2: Calificare în șaisprezecimi |           |      |    |   |   |   |    |    |    |  |     |     |     |     |

### Grupa H
| Loc                                                 | Echipă       | Pct. | MJ | V | E | Î | GM | GP | DG |  | ACM | LIL | SPP | CEL |
| --------------------------------------------------- | ------------ | ---- | -- | - | - | - | -- | -- | -- |  | --- | --- | --- | --- |
| 1.                                                  | Milan        | 13   | 6  | 4 | 1 | 1 | 12 | 7  | +5 |  | —   | 0–3 | 3–0 | 4–2 |
| 2.                                                  | Lille        | 11   | 6  | 3 | 2 | 1 | 14 | 8  | +6 |  | 1–1 | —   | 2–1 | 2–2 |
| 3.                                                  | Sparta Praga | 6    | 6  | 2 | 0 | 4 | 10 | 12 | −2 |  | 0–1 | 1–4 | —   | 4–1 |
| 4.                                                  | Celtic       | 4    | 6  | 1 | 1 | 4 | 10 | 19 | −9 |  | 1–3 | 3–2 | 1–4 | —   |
| Legendă: Locurile 1, 2: Calificare în șaisprezecimi |              |      |    |   |   |   |    |    |    |  |     |     |     |     |

### Grupa I
| Loc                                                 | Echipă           | Pct. | MJ | V | E | Î | GM | GP | DG  |  | VIL | MTA | SİV | QRB |
| --------------------------------------------------- | ---------------- | ---- | -- | - | - | - | -- | -- | --- |  | --- | --- | --- | --- |
| 1.                                                  | Villarreal       | 16   | 6  | 5 | 1 | 0 | 17 | 5  | +12 |  | —   | 4–0 | 5–3 | 3–0 |
| 2.                                                  | Maccabi Tel Aviv | 11   | 6  | 3 | 2 | 1 | 6  | 7  | −1  |  | 1–1 | —   | 1–0 | 1–0 |
| 3.                                                  | Sivasspor        | 6    | 6  | 2 | 0 | 4 | 9  | 11 | −2  |  | 0–1 | 1–2 | —   | 2–0 |
| 4.                                                  | Qarabağ          | 1    | 6  | 0 | 1 | 5 | 4  | 13 | −9  |  | 1–3 | 1–1 | 2–3 | —   |
| Legendă: Locurile 1, 2: Calificare în șaisprezecimi |                  |      |    |   |   |   |    |    |     |  |     |     |     |     |

### Grupa J
| Loc                                                 | Echipă            | Pct. | MJ | V | E | Î | GM | GP | DG  |  | TOT | ANT | LASK | LUD |
| --------------------------------------------------- | ----------------- | ---- | -- | - | - | - | -- | -- | --- |  | --- | --- | ---- | --- |
| 1.                                                  | Tottenham         | 13   | 6  | 4 | 1 | 1 | 15 | 5  | +10 |  | —   | 2–0 | 3–0  | 4–0 |
| 2.                                                  | Antwerp           | 12   | 6  | 4 | 0 | 2 | 8  | 5  | +3  |  | 1–0 | —   | 0–1  | 3–1 |
| 3.                                                  | LASK Linz         | 10   | 6  | 3 | 1 | 2 | 11 | 12 | −1  |  | 3–3 | 0–2 | —    | 4–3 |
| 4.                                                  | Ludogoreț Razgrad | 0    | 6  | 0 | 0 | 6 | 7  | 19 | −12 |  | 1–3 | 1–2 | 1–3  | —   |
| Legendă: Locurile 1, 2: Calificare în șaisprezecimi |                   |      |    |   |   |   |    |    |     |  |     |     |      |     |

### Grupa K
| Loc                                                 | Echipă        | Pct. | MJ | V | E | Î | GM | GP | DG |  | DZG | WLB | FEY | ȚSKA |
| --------------------------------------------------- | ------------- | ---- | -- | - | - | - | -- | -- | -- |  | --- | --- | --- | ---- |
| 1.                                                  | Dinamo Zagreb | 14   | 6  | 4 | 2 | 0 | 9  | 1  | +8 |  | —   | 1–0 | 0–0 | 3–1  |
| 2.                                                  | Wolfsberger   | 10   | 6  | 3 | 1 | 2 | 7  | 6  | +1 |  | 0–3 | —   | 1–0 | 1–1  |
| 3.                                                  | Feyenoord     | 5    | 6  | 1 | 2 | 3 | 4  | 8  | −4 |  | 0–2 | 1–4 | —   | 3–1  |
| 4.                                                  | CSKA Moscova  | 3    | 6  | 0 | 3 | 3 | 3  | 8  | −5 |  | 0–0 | 0–1 | 0–0 | —    |
| Legendă: Locurile 1, 2: Calificare în șaisprezecimi |               |      |    |   |   |   |    |    |    |  |     |     |     |      |

### Grupa L
| Loc                                                 | Echipă       | Pct. | MJ | V | E | Î | GM | GP | DG  |  | HOF | SRB | LIB | GNT |
| --------------------------------------------------- | ------------ | ---- | -- | - | - | - | -- | -- | --- |  | --- | --- | --- | --- |
| 1.                                                  | Hoffenheim   | 16   | 6  | 5 | 1 | 0 | 17 | 2  | +15 |  | —   | 2–0 | 5–0 | 4–1 |
| 2.                                                  | Steaua Roșie | 11   | 6  | 3 | 2 | 1 | 9  | 4  | +5  |  | 0–0 | —   | 5–1 | 2–1 |
| 3.                                                  | Liberec      | 7    | 6  | 2 | 1 | 3 | 4  | 13 | −9  |  | 0–2 | 0–0 | —   | 1–0 |
| 4.                                                  | Gent         | 0    | 6  | 0 | 0 | 6 | 4  | 15 | −11 |  | 1–4 | 0–2 | 1–2 | —   |
| Legendă: Locurile 1, 2: Calificare în șaisprezecimi |              |      |    |   |   |   |    |    |     |  |     |     |     |     |

## Faza eliminatorie

### Echipele calificate

#### Europa League - Caștigătoarele grupelor și echipele de pe locul 2
| Grupa | Câștigătoarele (capi de serie) | Echipele de pe locul 2 (non-capi de serie) |
| ----- | ------------------------------ | ------------------------------------------ |
| A     | AS Roma                        | BSC Young Boys                             |
| B     | Arsenal FC                     | Molde FK                                   |
| C     | Bayer 04 Leverkusen            | SK Slavia Praga                            |
| D     | Rangers FC                     | SL Benfica                                 |
| E     | PSV Eindhoven                  | Granada CF                                 |
| F     | SSC Napoli                     | Real Sociedad de Fútbol                    |
| G     | Leicester City FC              | SC Braga                                   |
| H     | AC Milan                       | LOSC Lille                                 |
| I     | Villarreal CF                  | Maccabi Tel Aviv FC                        |
| J     | Tottenham Hotspur              | Royal Antwerp                              |
| K     | GNK Dinamo Zagreb              | Wolfsberger AC                             |
| L     | TSG 1899 Hoffenheim            | FK Steaua Roșie Belgrad                    |

#### Echipele de pe locul 3 din Liga Campionilor
| Loc | Grp. | Echipă               | Pct. | MJ | V | E | Î | GM | GP | DG | Statut            |
| --- | ---- | -------------------- | ---- | -- | - | - | - | -- | -- | -- | ----------------- |
| 1.  | H    | Manchester United FC | 9    | 6  | 3 | 0 | 3 | 15 | 10 | +5 | Capi de serie     |
| 2.  | F    | Club Brugge          | 8    | 6  | 2 | 2 | 2 | 8  | 10 | −2 | Capi de serie     |
| 3.  | B    | FC Șahtar Donețk     | 8    | 6  | 2 | 2 | 2 | 5  | 12 | −7 | Capi de serie     |
| 4.  | D    | AFC Ajax             | 7    | 6  | 2 | 1 | 3 | 7  | 7  | 0  | Capi de serie     |
| 5.  | E    | FC Krasnodar         | 5    | 6  | 1 | 2 | 3 | 6  | 11 | −5 | Non-capi de serie |
| 6.  | A    | FC Salzburg          | 4    | 6  | 1 | 1 | 4 | 10 | 17 | −7 | Non-capi de serie |
| 7.  | G    | FC Dinamo Kiev       | 4    | 6  | 1 | 1 | 4 | 4  | 13 | −9 | Non-capi de serie |
| 8.  | C    | Olympiacos FC        | 3    | 6  | 1 | 0 | 5 | 2  | 10 | −8 | Non-capi de serie |

### Șaisprezecimi
| Echipa 1                | Scor gen. | Echipa 2             | Tur   | Retur |
| ----------------------- | --------- | -------------------- | ----- | ----- |
| Wolfsberger AC          | 1 – 8     | Tottenham Hotspur    | 1 – 4 | 0 – 4 |
| FC Dinamo Kiev          | 2 – 1     | Club Brugge          | 1 – 1 | 1 – 0 |
| Real Sociedad de Fútbol | 0 – 4     | Manchester United FC | 0 – 4 | 0 – 0 |
| SL Benfica              | 3 – 4     | Arsenal FC           | 1 – 1 | 2 – 3 |
| FK Steaua Roșie Belgrad | 3 – 3 (a) | AC Milan             | 2 – 2 | 1 – 1 |
| Royal Antwerp           | 5 – 9     | Rangers FC           | 3 – 4 | 2 – 5 |
| SK Slavia Praga         | 2 – 0     | Leicester City FC    | 0 – 0 | 2 – 0 |
| FC Salzburg             | 1 – 4     | Villarreal CF        | 0 – 2 | 1 – 2 |
| SC Braga                | 1 – 5     | AS Roma              | 0 – 2 | 1 – 3 |
| FC Krasnodar            | 2 – 4     | GNK Dinamo Zagreb    | 2 – 3 | 0 – 1 |
| BSC Young Boys          | 6 – 3     | Bayer 04 Leverkusen  | 4 – 3 | 2 – 0 |
| Molde FK                | 5 – 3     | TSG 1899 Hoffenheim  | 3 – 3 | 2 – 0 |
| Granada CF              | 3 – 2     | SSC Napoli           | 2 – 0 | 1 – 2 |
| Maccabi Tel Aviv FC     | 0 – 3     | FC Șahtar Donețk     | 0 – 2 | 0 – 1 |
| LOSC Lille              | 2 – 4     | AFC Ajax             | 1 – 2 | 1 – 2 |
| Olympiacos FC           | 5 – 4     | PSV Eindhoven        | 4 – 2 | 1 – 2 |

### Optimi
| Echipa 1             | Scor gen.  | Echipa 2          | Tur   | Retur      |
| -------------------- | ---------- | ----------------- | ----- | ---------- |
| SK Slavia Praga      | 3 – 1      | Rangers FC        | 1 – 1 | 2 – 0      |
| Manchester United FC | 2 – 1      | AC Milan          | 1 – 1 | 1 – 0      |
| FC Dinamo Kiev       | 0 – 4      | Villarreal CF     | 0 – 2 | 0 – 2      |
| AFC Ajax             | 5 – 0      | BSC Young Boys    | 3 – 0 | 2 – 0      |
| Granada CF           | 3 – 2      | Molde FK          | 2 – 0 | 1 – 2      |
| Tottenham Hotspur    | 2 – 3 d.p. | GNK Dinamo Zagreb | 2 – 0 | 0 – 3 d.p. |
| Olympiacos FC        | 2 – 3      | Arsenal FC        | 1 – 3 | 1 – 0      |
| AS Roma              | 5 – 1      | FC Șahtar Donețk  | 3 – 0 | 2 – 1      |

### Sferturi
| Echipa 1          | Scor gen. | Echipa 2             | Tur   | Retur |
| ----------------- | --------- | -------------------- | ----- | ----- |
| GNK Dinamo Zagreb | 1 – 3     | Villarreal CF        | 0 – 1 | 1 – 2 |
| AFC Ajax          | 2 – 3     | AS Roma              | 1 – 2 | 1 – 1 |
| Arsenal FC        | 5 – 1     | SK Slavia Praga      | 1 – 1 | 4 – 0 |
| Granada CF        | 0 – 4     | Manchester United FC | 0 – 2 | 0 – 2 |

### Semifinale
| Echipa 1             | Scor gen. | Echipa 2   | Tur   | Retur |
| -------------------- | --------- | ---------- | ----- | ----- |
| Manchester United FC | 8 – 5     | AS Roma    | 6 – 2 | 2 – 3 |
| Villarreal CF        | 2 – 1     | Arsenal FC | 2 – 1 | 0 – 0 |

### Finala
Finala s-a jucat pe 26 mai 2021 pe Stadionul Miejski din Gdańsk.
| Villarreal CF                                                                                  | 1 – 1 (d.p.) | Manchester United FC                                                                               |
| ---------------------------------------------------------------------------------------------- | ------------ | -------------------------------------------------------------------------------------------------- |
| Gerard 29'                                                                                     | Detalii      | 55' Cavani                                                                                         |
| Gerard · Raba · Alcácer · Moreno · Parejo · Gómez · Albiol · Coquelin · Mario · Torres · Rulli | 11 – 10      | Mata · Telles · Fernandes · Rashford · Cavani · Fred · James · Shaw · Tuanzebe · Lindelöf · De Gea |